# Heinrich Reh
Karl Johann Heinrich Reh (* 3. März 1860 in Darmstadt; † 22. September 1946 in Bad Nauheim) war ein hessischer Politiker (Freisinn, DDP) und ehemaliger Abgeordneter des Landtags des Volksstaates Hessen in der Weimarer Republik und der 2. Kammer der Landstände des Großherzogtums Hessen.

## Leben
Heinrich Reh war der Sohn des Hofgerichtsadvokaten und hessischen Landtagsabgeordneten Jakob Ludwig Theodor Reh und seiner zweiten Ehefrau Oktavia. Sein Bruder Friedrich Caliga-Reh war ein Opernsänger. Heinrich Reh heiratete in Gießen (Dorothea Karoline) Ottilie geborene Weidig. Aus der Ehe gingen zwei Kinder hervor: Berthold (* 1889) und Alexa (* 1891), später verehelicht mit Bernhard Georg Magsaam, Oberstudienrat in Bad Nauheim.
Heinrich Reh studierte Rechtswissenschaft an der  Hessischen Ludwigs-Universität. 1901 wurde er Corpsschleifenträger der  Starkenburgia. Nach den zwei Staatsexamina arbeitete er als Rechtsanwalt in Alsfeld. 1899 wurde er zum Landgericht Gießen zugelassen. 1901 wurde er zum Notar, später zum Justizrat ernannt.
Heinrich Reh war 1. Vorsitzender des Hessischen Sparkassen- und Giroverbandes in Darmstadt. 1919 wurde er ehrenamtlicher und 1926 hauptamtlicher Vorstand des Deutschen Sparkassen- und Giroverbandes. Er war Mitglied des Verwaltungsrates der Hessen-Nassauischen Lebensversicherungsanstalt in Wiesbaden und Vorsitzender der Hauptversammlung dieser Einrichtung.
1902 bis 1918 war er für den Wahlbezirk Stadt Alsfeld (Wahlperiode 32 bis 34) bzw. Oberhessen 18 (Wahlperiode 35 bis 36) liberaler Abgeordneter der Zweiten Kammer der Landstände des Großherzogtums Hessen. Nach dem Ende des Kaiserreiches schloss er sich der DDP an und war für diese von 1919 bis 1921 Abgeordneter und Vizepräsident des Landtags des Volksstaates Hessen. Von 1902 bis 1921 gehörte er dem Gesetzgebungsausschuss beider Parlamente an. Weiterhin war er Mitglied des Kreistages Alsfeld und des Provinziallandtages der Provinz Oberhessen. Während des Ersten Weltkrieges vertrat er den Bürgermeister von Alsfeld.

## Ehrungen
- Dr. med. h. c. der Universität Gießen

## Schriften
- Gesetzessammlung für den Volksstaat Hessen
- Sammlung hessischer Verwaltungs- und Verfassungsgesetze
- Kommentar der Hessischen Verfassung und des Hessischen Feld- und Forststrafgesetzbuches
- Die hessische Verfassung, 1928